# Episodi di Dixon of Dock Green (sedicesima stagione)
La sedicesima stagione della serie televisiva Dixon of Dock Green è andata in onda nel Regno Unito dal 6 settembre 1969 al 27 dicembre 1969 su BBC One.
| nº | Titolo originale      | Prima TV UK       |
| -- | --------------------- | ----------------- |
| 1  | The Paperhangers      | 6 settembre 1969  |
| 2  | Breaking Point        | 13 settembre 1969 |
| 3  | Obsession (2)         | 20 settembre 1969 |
| 4  | Copper's Luck         | 27 settembre 1969 |
| 5  | Protest               | 4 ottobre 1969    |
| 6  | No Love Lost          | 11 ottobre 1969   |
| 7  | Notify if Found       | 18 ottobre 1969   |
| 8  | Exclusive Story       | 25 ottobre 1969   |
| 9  | End of a Copper       | 1º novembre 1969  |
| 10 | The Intruder          | 8 novembre 1969   |
| 11 | The Brimstone Man     | 15 novembre 1969  |
| 12 | The Reluctant Witness | 22 novembre 1969  |
| 13 | The Jelly Man         | 29 novembre 1969  |
| 14 | Whose Turn Next       | 6 dicembre 1969   |
| 15 | The Set-Up            | 13 dicembre 1969  |
| 16 | Bobby                 | 20 dicembre 1969  |
| 17 | The One That Got Away | 27 dicembre 1969  |

## The Paperhangers
- Prima televisiva: 6 settembre 1969

### Trama
- Guest star:

## Breaking Point
- Prima televisiva: 13 settembre 1969
- Scritto da: Gerald Kelsey

### Trama
- Guest star: Christopher Burgess (Lambert), Talfryn Thomas (Hospital Porter), Vivienne Bennett (Mrs. White)

## Obsession
- Prima televisiva: 20 settembre 1969
- Scritto da: N. J. Crisp

### Trama
- Guest star:

## Copper's Luck
- Prima televisiva: 27 settembre 1969
- Scritto da: Gerald Kelsey

### Trama
- Guest star: Richard McNeff (sergente Duggan), Leslie Schofield (Alan Gosling)

## Protest
- Prima televisiva: 4 ottobre 1969

### Trama
- Guest star:

## No Love Lost
- Prima televisiva: 11 ottobre 1969

### Trama
- Guest star:

## Notify if Found
- Prima televisiva: 18 ottobre 1969

### Trama
- Guest star:

## Exclusive Story
- Prima televisiva: 25 ottobre 1969
- Scritto da: David Ellis

### Trama
- Guest star:

## End of a Copper
- Prima televisiva: 1º novembre 1969
- Scritto da: N. J. Crisp

### Trama
- Guest star:

## The Intruder
- Prima televisiva: 8 novembre 1969
- Scritto da: Derek Benfield

### Trama
- Guest star: Peter Thomas (Fisher), John Caesar (Porter)

## The Brimstone Man
- Prima televisiva: 15 novembre 1969
- Scritto da: Gerald Kelsey

### Trama
- Guest star:

## The Reluctant Witness
- Prima televisiva: 22 novembre 1969
- Scritto da: Gerald Kelsey

### Trama
- Guest star:

## The Jelly Man
- Prima televisiva: 29 novembre 1969
- Scritto da: N. J. Crisp

### Trama
- Guest star: Geoffrey Hinsliff (dottore), Dallas Cavell (John Donnelly), Frank Jarvis (Tim Baker), Ben Howard (Finch), George A. Cooper (Monty Pitman)

## Whose Turn Next
- Prima televisiva: 6 dicembre 1969

### Trama
- Guest star: Margot Thomas (Miss Burns), John Caesar (Barman), Murray Evans (Denny), Kenneth Watson (Steve), George Layton (Billy Tate), Jack Woolgar (Sam Brackett)

## The Set-Up
- Prima televisiva: 13 dicembre 1969

### Trama
- Guest star:

## Bobby
- Prima televisiva: 20 dicembre 1969
- Scritto da: N. J. Crisp

### Trama
- Guest star:

## The One That Got Away
- Prima televisiva: 27 dicembre 1969
- Scritto da: Eric Paice